# Базен, Жермен
Жермен Рене Мишель Базен (фр. Germain René Michel Bazin, 24 сентября 1901, Сюрен — 2 мая 1990, Париж) — французский историк искусства. Хранитель Лувра.
Базен изучал историю искусств в Сорбонне (Université de Paris Sorbonne). В 1926 году был одним из основателей «Исторического общества города Сюрена» (Société Historique de Suresnes). В 1934 году стал профессором искусств в Свободном университете Брюсселя. С 1936 года работал в парижском Лувре. Во время Второй мировой войны и оккупации Парижа фашистами (1940—1944) Жермен Базен внес важный вклад в сохранение произведений искусства в качестве помощника куратора в Отделе живописи Лувра. Однако историк Эммануэль Полак утверждал, что роль Базена в отношениях с оккупантами была «противоречивой».
В 1951—1965 годах Жермен Базен был главным куратором отдела живописи и рисунка в Лувре. С 1965 по 1970 год отвечал за реставрацию и хранение картин Национальной системы музеев Франции. С 1971 по 1976 год преподавал в университете Йорка (Торонто). Читал лекции в Школе Лувра (l'École du Louvre). В 1981 году Базен стал членом Королевской Академии Бельгии (l’Académie royale de Belgique). 
Жермен Базен опубликовал более 30 работ по истории искусства, переведённых на 17 языков мира. Его самая знаменитая книга об истории искусствознания под оригинальным названием «История истории искусства» (Histoire de l’histoire de l’art, 1986) издана на русском языке в 1995 году.
В Сюрене, родном городе знаменитого историка искусства, есть сквер, названный в честь Жермена Базена (square Germain Bazin).

## Основные работы
- 1933: Мон-Сен-Мишель (Le Mont-Saint-Michel).
- 1939: Мемлинг (Memling).
- 1940: Франция в войне (La France en guerre).
- 1947: Эпоха импрессионистов: с биографиями и библиографией (L'époque impressionniste: avec notices biographiques et bibliographiques).
- 1948: Франко-фламандская школа (L'école franco-flamande).
- 1951: История классической живописи (History of Classic Painting).
- 1953: История искусства от предыстории до наших дней (L’Histoire de l’art de la prehistoire à nos jours).
- 1957: Лувр (The Louvre).
- 1958: Сокровища импрессионизма в Лувре (Trésors de l’Impressionnisme au Louvre).
- 1964: Барокко и рококо (Baroque et rococo).
- 1967: Век музеев (The Museum Age).
- 1969: История авангарда в живописи с XIII по XX век (Histoire de l’avante-garde en peinture de XIIIe au XXe siècle).
- 1973: Барокко: Принципы, стили, моды, темы (The Baroque: Principles, Styles, Modes, Themes.
- 1986: История истории искусства: От Вазари до наших дней (Histoire de l’histoire de l’art: de Vasari à nos jours, Paris: A. Michel, 1986
- 1987—1997: Теодор Жерико: Критический этюд, документы и обоснованный каталог (Théodore Géricault : étude critique, documents et catalogue raisonné).